# Saint George (Bermudas)
La ciudad de Saint George en Bermudas, fundada en 1612, es un notable ejemplo del más antiguo establecimiento urbano inglés en el Nuevo Mundo. Sus fortificaciones asociadas ilustran gráficamente el desarrollo de la ingeniería militar inglesa entre los siglos XVII y XX, con las adaptaciones necesarias por el desarrollo de la artillería en este período.
La ciudad histórica de Saint George, junto con sus fortificaciones, fue designada Patrimonio de la Humanidad por la Unesco en 2000. Este conjunto incluye los siguientes monumentos:
- Devonshire Redoubt
- Landward Fort
- Seaward Fort (King's Castle)
- Southampton Fort
- Batería St. David
- Fuerte Popple
- Paget Fort
- Smith's Fort
- Fuerte Cunningham
- Musketry Trenches
- Peniston's Redoubt
- Batería Alexandra
- Gate's Fort (Town Cut Battery)
- Fuerte Albert
- Fuerte St. Catherine
- Fuerte Victoria
- Western Redoubt (Fuerte William)
- Fuerte George
- Burnt Point Fort
- Torre Martello
- Ferry Reach Magazine
- Ferry Island Fort
- Coney Island Kiln